# Vespoidea
Vespoidea é uma superfamília da ordem dos Hymenoptera, apesar de esquemas taxonômicos mais antigos variarem nesta categorização, particularmente no reconhecimento de a superfamília Scolioidea ser agora obsoleta. Os membros deste grupo são vespas e formigas.

## Famílias de Vespoidea
- Bradynobaenidae
- Formicidae
- Mutillidae
- Pompilidae
- Rhopalosomatidae
- Sapygidae
- Scoliidae
- Sierolomorphidae
- Tiphiidae
- Vespidae

Pesquisas recentes baseadas em quarto genes nucleares [fator 1α de elongação cópia F2, rodopsina de grande comprimento de onda, wingless e regiões D2–D3 do rRNA 28S (2 700 pb no total)] sugere que o mais alto nível de relação precisa ser trocado como sendo Rhopalosomatidae um grupo irmão de Vespidae e o clado Rhopalosomatidae + Vespidae como irmão de todos os outros vespoides/apoides. Muitos outros grupos também são parafiléticos.